# Бакрак
Бакрак (баш. Баҡраҡ) — деревня в Гафурийском районе Республики Башкортостан Российской Федерации. Входит в состав Зилим-Карановского сельсовета.

## География

### Географическое положение
Находится на берегу реки Белой.
Расстояние до:
- районного центра (Красноусольский): 52 км,
- центра сельсовета (Зилим-Караново): 6 км,
- ближайшей ж/д станции (Белое Озеро): 70 км.

## Население
| 2002 | 2009 | 2010 |
| ---- | ---- | ---- |
| 186  | ↘169 | ↘124 |

Согласно переписи 2002 года, преобладающая национальность — башкиры (98 %).

## Религия
В деревне есть мечеть.